# 9851 Sakamoto
9851 Sakamoto eller 1990 UG3 är en asteroid i huvudbältet som upptäcktes den 24 oktober 1990 av de båda japanska astronomerna Kazuro Watanabe och Kin Endate vid Kitami-observatoriet. Den är uppkallad efter Makoto Sakamoto.
Den tillhör asteroidgruppen Astraea.